# Caesalpinia modesta
Caesalpinia modesta là một loài thực vật có hoa trong họ Đậu. Loài này được Arechav. miêu tả khoa học đầu tiên.